# Tammy Scott-Wallace
Tammy Scott-Wallace est une femme politique canadienne.
Elle représente la circonscription de Sussex-Fundy-St. Martins à l'Assemblée législative du Nouveau-Brunswick après avoir été élue lors des élections générales du 14 septembre 2020. Elle est réélue dans Sussex-Three Rivers lors des élections générales de 2024.
Elle est ministre du Tourisme, du Patrimoine et de la Culture de 2020 à 2024 et ministre responsable de l'Égalité des femmes de 2020 à 2023.

## Biographie
Tammy Scott-Wallace est originaire de Belleisle Creek. Elle a étudié les sciences politiques à l'Université Mount Allison et est diplômée en journalisme du Collège Holland.
Elle a été journaliste pendant 25 ans, d'abord en Nouvelle-Écosse, puis au Nouveau-Brunswick, au Kings County Record et au Telegraph-Journal. En 2019, elle a ouvert une agence de communications.